# Моята любов от звездите
„Моята любов от звездите“ (известен още като „Дошъл от звездите“ и „Любовта ми от друга планета“) е южнокорейски сериал, излъчван по SBS от 18 декември 2013 г. до 27 февруари 2014 г. в сряда и четвъртък от 21:55 часа. Сериалът разказва за извънземното То Мин-джун (Ким Су-хьон), което от 400 години обитава Земята и се влюбва в Чон Сонг-и (Чон Джи-хьон), която е топ актриса в Южна Корея.
Сериалът добива голяма популярност в Китай, където спечелва награда за „Най-добър чуждестранен сериал“, а Ким Су-хьон за „Най-добър международен актьор“. За Чон Джи-хьон и Ким Су-хьон това е вторият проект заедно след филма „Крадците“ от 2012 г., а за Джи-хьон е първият сериал от 14 години.

## Герои
- То Мин-джун (в ролята Ким Су-хьон)[4][5][6]

То Мин-джун е пристигнал по време на династията Чосон, преди 400 години, влюбва се в момиче, но тя умира и той става изключително студен човек, който чака възможност да се върне на планетата си.
- Чон Сонг-и (в ролята Чон Джи-хьон)

Халю звезда, самоуверена, мислейки, че всеки мечтае да има нейния живот. Когато среща То Мин-джун, който дори не знае коя е се старае да го впечатли по всякакъв начин.
- И Хуи-кьонг (в ролята Пак Хе-джин)

Влюбен е в Чон Сонг-и от детството и таи надежда, че някой ден и тя ще го заобича.
- Ю Се-ми (в ролята Ю Ин-на)

Най-добра приятелка на Чон Сонг-и и също актриса, влюбена е в Хуи-кьонг.